# Punkty antropometryczne na głowie
Punkty antropometryczne lub wzorowane na antropometrycznych służą określaniu położenia poszczególnych struktur ciała ludzkiego względem innych oraz do pomiarów antropometrycznych, kraniometrycznych, cefalometrycznych (kefalometrycznych), gnatometrycznych, np. w ortodoncji (w diagnostyce i badaniach szczękowoortopedycznych) , anatomii opisowej , topograficznej  i plastycznej  oraz w antropologii .
Na głowie wyróżnia się punkty skórne i kostne oraz punkty nieparzyste, leżące na linii pośrodkowej głowy (ciała), i parzyste, znajdujące się symetrycznie po obu jej stronach .
| parzyste              | parzyste                          | parzyste |
| skórne                | kostne                            | położenie |
| --------------------- | --------------------------------- | --- |
| Alare (Al)            | –                                 | najbardziej do boku na skrzydełkach nosa |
| Cheilon (Ch)          | –                                 | w kącikach ust |
| Tragion (T)           | –                                 | na górnych krawędziach skrawków uszu |
| Retrotragiale (Rt)    | –                                 | najbardziej do tyłu na skrawkach uszu |
| –                     | Auriculare (Au)                   | w środkach otworów słuchowych zewnętrznych |
| –                     | Porion (Po)                       | na górnych brzegach otworów słuchowych zewnętrznych |
| Euryon (Eu)           | Euryon (Eu)                       | najbardziej do boku na poprzecznej przekątnej czaszki |
| Orbitale (Or)         | Orbitale (Or)                     | najniżej na brzegach podoczodołowych , w miejscu przecięcia się linii źrenicznej (pionowej linii przebiegającej przez środek źrenicy) przy patrzeniu w dal z dolnym brzegiem oczodołu                                                                                        |
| Zygion (Zy)           | Zygion (Zy)                       | najbardziej do boku na łukach jarzmowych |
| Gonion (Go)           | Gonion (Go)                       | na przejściu trzonu żuchwy w jej gałęzie , najbardziej ku tyłowi i dołowi na kątach żuchwy (w zasadzie punkty przecięcia stycznych do dolnego brzegu trzonu żuchwy po obu stronach ze stycznymi do tylnych krawędzi gałęzi żuchwy tej samej strony)                          |
| nieparzyste           |                                   | |
| skórne                | kostne                            | położenie |
| Trichion (Tr)         | –                                 | na górnej granicy czoła, na przejściu skóry głowy owłosionej w nieowłosioną |
| Ophryon (Op)          | (Ophryon (Op))                    | na poziomie linii łączącej górne granice łuków brwiowych często glabella i ophryon pokrywają się ze sobą |
| Glabella (G)          | Glabella (G)                      | najbardziej do przodu w dolnej części czoła między łukami brwiowymi często glabella i ophryon pokrywają się ze sobą |
| Nasion (N)            | Nasion (N)                        | (skórny:) w najgłębszym zagłębieniu nosowo-czołowym (kostny:) na szwie nosowo-czołowym |
| Pronasale (Prn)       | –                                 | najbardziej wysunięty do przodu punkt na czubku nosa |
| Columella (ctg)       | –                                 | przejście dolnego prostego odcinka skóry przegrody nosa w wypukłość czubka nosa |
| –                     | Spina nasalis anterior (Sp)       | na wierzchołku kolca nosowego przedniego (łac. spina nasalis anterior) |
| –                     | Subspinale (Ss), punkt A Downsa   | w największym zagłębieniu wyrostka zębodołowego szczęki pod kolcem nosowym przednim |
| Subnasale (Sn)        | –                                 | na przejściu skórnej przegrody nosa w wargę górną |
| Labrale superius (Ls) | –                                 | na przejściu skóry wargi górnej w jej czerwień |
| Prosthion (Pr)        | Prosthion (Pr)                    | (dziąsłowy:) najniżej na brzegu dziąsłowym wyrostka zębodołowego szczęki między siekaczami przyśrodkowymi (kostny:) najniżej na brzegu kostnym wyrostka zębodołowego szczęki między siekaczami przyśrodkowymi                                                                |
| –                     | Incision superius (Is)            | (zębowy:) na wysokości brzegów siecznych siekaczy górnych przyśrodkowych |
| Stomion (St)          | –                                 | w miejscu zetknięcia się czerwieni obu warg (w rozluźnieniu) |
| –                     | Incision inferius (Ii)            | (zębowy:) na wysokości brzegów siecznych siekaczy dolnych przyśrodkowych |
| Infradentale (Id)     | Infradentale (Id)                 | (dziąsłowy:) najwyżej na brzegu dziąsłowym części zębodołowej żuchwy między siekaczami przyśrodkowymi (kostny:) najwyżej na brzegu kostnym części zębodołowej żuchwy między siekaczami przyśrodkowymi                                                                        |
| Labrale inferius (Li) | –                                 | przejście skóry wargi dolnej w jej czerwień |
| Supramentale (Sm)     | Supramentale (Sm), punkt B Downsa | (skórny:) w najgłębszym zagłębieniu bruzdy wargowo-bródkowej (kostny:) w najgłębszym miejscu przejścia części zębodołowej żuchwy w bródkę w przypadku braku wklęsłości profilu bródki ten punkt kostny oznacza się jako punkt styczny do linii poprowadzonej z punktu Nasion |
| Pogonion (Pg)         | Pogonion (Pg)                     | najbardziej doprzednio na szczycie guzowatości bródkowej |
| Gnathion (Gn)         | Gnathion (Gn)                     | najbardziej ku dołowi i do przodu na dolnym zarysie bródki |
| Menton (Me)           | Menton (Me)                       | na dolnej krawędzi bródki , najbardziej ku dołowi i tyłowi na bródce |
| Opisthocranion (Op)   | Opisthocranion (Op)               | najbardziej tyłowi i dołowi na czaszce (na kości potylicznej ) |

| parzyste          | parzyste              | parzyste |
| skórne            | kostne                | położenie |
| ----------------- | --------------------- | --- |
| –                 | Lateroorbitale (Lo)   | punkt przecięcia się krawędzi oczodołu i zarysu skrzydła większego kości klinowej                                                   |
| Endocanthion (En) | Endocantion (En)      | (skórny:) wewnętrzny kąt oka (kostny:) najbardziej przyśrodkowy punkt krawędzi oczodołu                                             |
| Exocanthion (Ex)  | Exocantion (Ex)       | (skórny:) zewnętrzny kąt oka (kostny:) najbardziej boczny punkt krawędzi oczodołu                                                   |
| –                 | Maxillare (Mx)        | największe wgłębienie wyrostka zębodołowego szczęki                                                                                 |
| –                 | Mastoidale (Ms)       | najniższy punkt zarysu wyrostka sutkowego                                                                                           |
| nieparzyste       |                       | |
| skórne            | kostne                | położenie |
| –                 | Basion (B)            | najbardziej dotylnie i do dołu położony punkt stoku                                                                                 |
| –                 | Sella (S)             | geometryczny środek siodła tureckiego, środek największej średnicy siodła tureckiego                                                |
| –                 | Sella turcica (Se)    | środek linii łączącej przedni guzek siodła tureckiego z górna krawędzią grzbietu                                                    |
| –                 | Pterygomaxillare (Pm) | punkt przecięcia się tylnego zarysu szczęki (=przednie ograniczenie dołu skrzydłowo-podniebiennego) z zarysem podniebienia twardego |
| –                 | articulare (a, Ar)    | w miejscu przecięcia się podstawy kości klinowej z tylnym zarysem głowy lub szyjki żuchwy                                           |